# 北赵川乡
北赵川乡是中国陕西省商洛市丹凤县下辖的一个乡。

## 行政区划
北赵川乡下辖以下行政区：
坪安村、枣园村、姜坪村、黄蝉村、粟子坪村、梨园村